# Larchamp, Mayenne
Larchamp är en kommun i departementet Mayenne i regionen Pays de la Loire i nordvästra Frankrike. Kommunen ligger i kantonen Ernée som tillhör arrondissementet Mayenne. År 2022 hade Larchamp 1 012 invånare.

## Befolkningsutveckling
Antalet invånare i kommunen Larchamp
| Referens: INSEE |